# Tuksi
Koordinaten: 59° 11′ N, 23° 32′ O
Tuksi (schwedisch Bergsby, deutsch Bergsbi) ist ein Dorf (estnisch küla) in der Landgemeinde Lääne-Nigula (bis 2017: Landgemeinde Noarootsi) im Kreis Lääne in Estland.

## Beschreibung

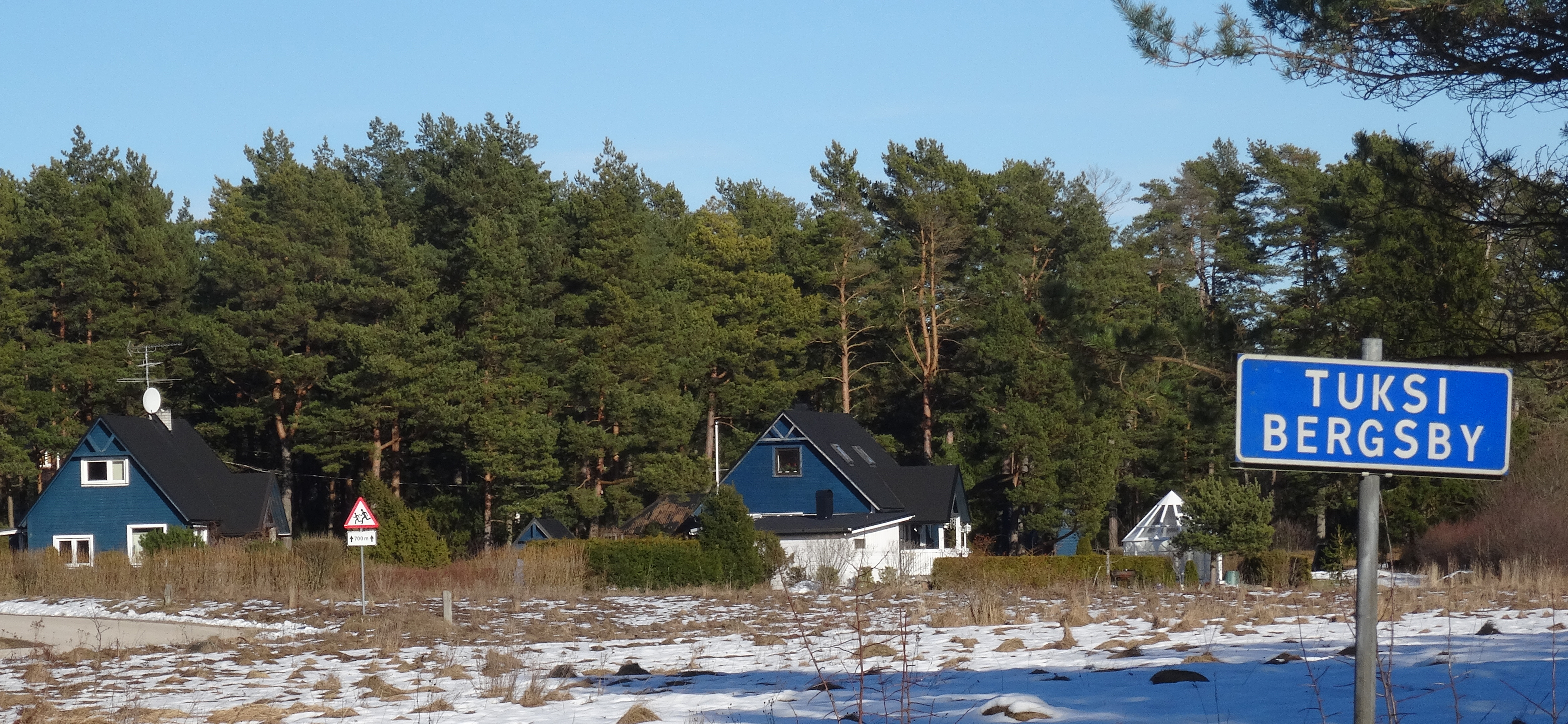
Südliche Dorfeinfahrt

Der Ort hat dreizehn Einwohner (Stand 31. Dezember 2011). Er liegt 38 Kilometer nördlich der Landkreishauptstadt Haapsalu.
Das Dorf wurde erstmals 1540 unter dem Namen Barschbüw urkundlich erwähnt.
Der Ortsname ist offiziell zweisprachig estnisch und schwedisch, da das Dorf bis Mitte der 1940er Jahre zum traditionellen Siedlungsgebiet der Estlandschweden gehörte.
In Tuksi befindet sich heute eine Sportanlage mit Gesundheitszentrum (Tuksi spordibaas).